# سارا استیوارت
سارا استیوارت (انگلیسی: Sarah Stewart؛ ۱۶ اوت ۱۹۰۵ – ۲۷ نوامبر ۱۹۷۶) یک دانشمند مکزیکی آمریکایی در زمینه ویروس‌شناسی و پژوهش‌های سرطان‌شناسی بود.
وی یکی از پیشگامان پژوهش‌های سرطان‌شناسی ویروسی بود و به همراه برنیس ادی، نخستین عضو از خانوادهٔ پولیوماویریده را کشف کرد که به افتخارشان «ویروس پولیومای استیوارت-ادی» نام گرفت.
وی لیسانس خود را از دانشگاه ایالتی نیومکزیکو، فوق‌لیسانس را از دانشگاه ماساچوست در امهرست و پی‌اچ‌دی خود را در رشتهٔ میکروبیولوژی در سال ۱۹۳۹ از دانشگاه شیکاگو دریافت داشت و نخستین زنی بود که در سال ۱۹۴۹ میلادی، مدرک دکترای پزشکی از دانشکده علوم پزشکی جرج‌تاون گرفت.